# 线羽毛蕨
线羽毛蕨（学名：Cyclosorus angustipinnus）为金星蕨科毛蕨属下的一个种。